# Tulka
Tulka település Romániában, Bihar megyében.

## Fekvése
Nagyváradtól délnyugatra, Nagyszalonta és Kávásd közt fekvő település.

## Története
Tulka nevét az 1200-as években már említette a Váradi regestrum, mint püspökségi birtokot.
A településa kezdetektől fogva a Váradi püspökség birtoka volt.
A 18. század elején egy helyi lakosa említette a települést, mint püspöki birtokot.
A faluhoz tartozott a 20. század elején Ősi-pata, Pata, Daszka, Dombrova és Kistulka puszta is.
A fentiek közül Ősi-pata és Pata pusztákat már az 1450 körül íródott Bécsi-kódex is említette mint községeket.
A 20. század elején Tulka Bihar vármegye Nagyszalontai járásához tartozott.
Az 1910-es népszámláláskor 3413 lakosa volt, ebből 174 magyar, 3192 román, 46 cigány, melyből 43 római katolikus, 101 református, 3136 görögkeleti ortodox volt.